# Режим на Уан Дзинуей
Режимът на Уан Дзинуей е историческа марионетна държава в Източна Азия, съществувала между 1940 и 1945 година.
Тя е създадена на част от окупираните от Япония по време на Втората китайско-японска война територии на Република Китай с обединяването на дотогавашните Реформирано правителство на Република Китай и Временно правителство на Република Китай, като носи официалното име Реорганизирано национално правителство на Република Китай. Режимът е оглавяван от бившия деец на Гоминдана Уан Дзинуей и има ограничена вътрешна автономия под контрола на японците. Ликвидиран е с капитулацията на Япония през август 1945 година.